# Rosa von Lima

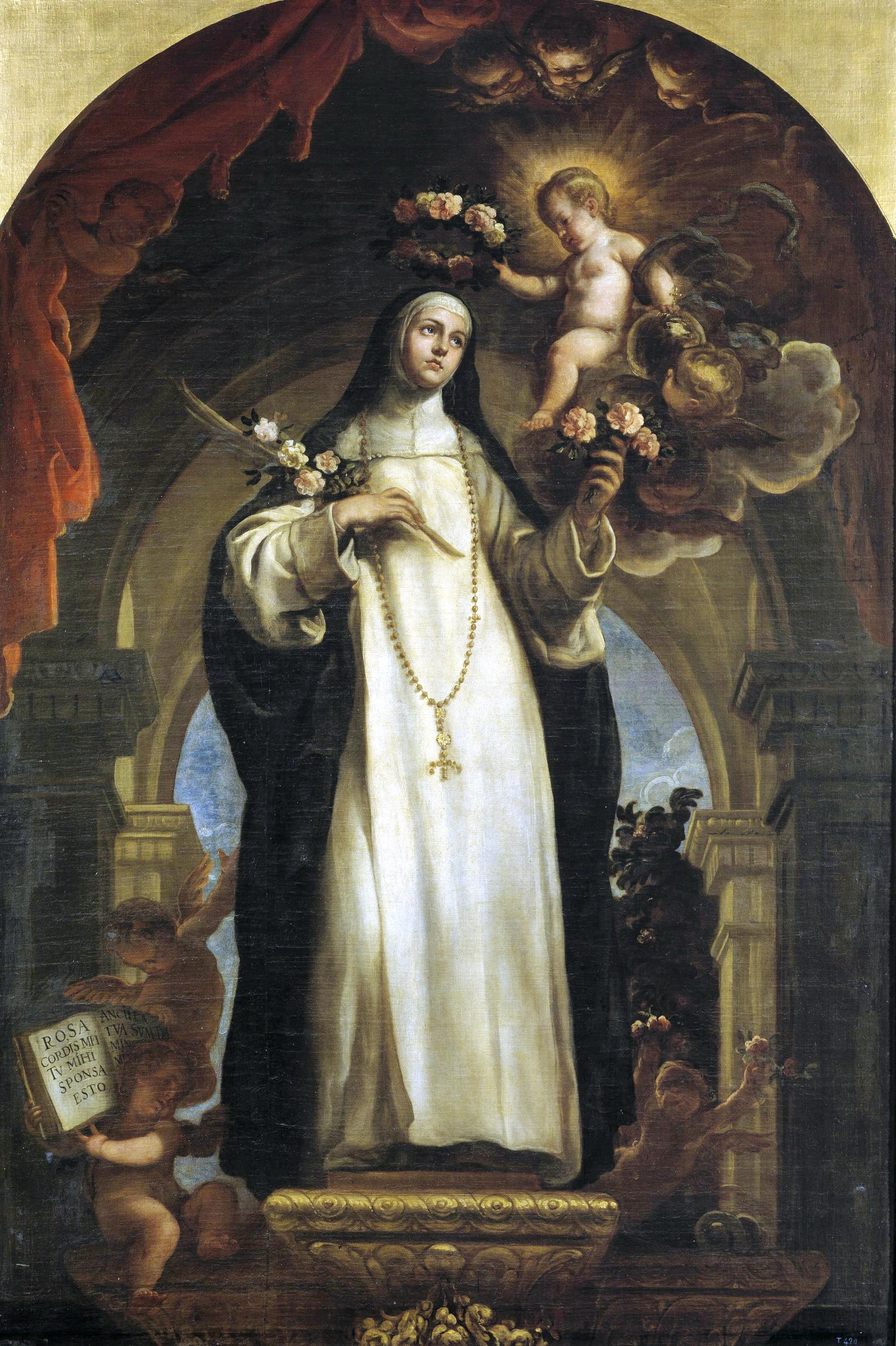
Rosa von Lima, Gemälde von Claudio Coello (1642–1693), Museo del Prado, Madrid

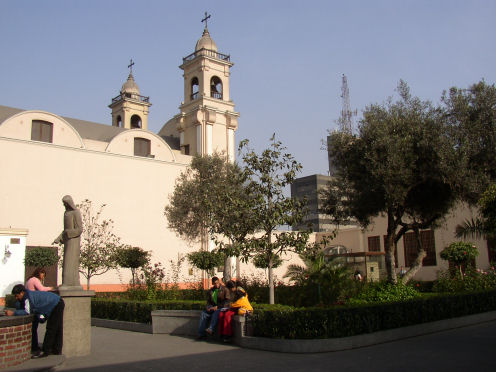
Kloster der heiligen Rosa von Lima in Peru

Rosa von Lima (* 20. April 1586 in Lima, Vizekönigreich Peru als Isabel Flores de Oliva; † 24. August 1617 ebenda) war eine peruanische Jungfrau, Mystikerin und Dominikaner-Terziarin. Sie wird in der römisch-katholischen Kirche als Heilige verehrt. Ihr Gedenktag ist der 23. August.

## Leben
Rosa von Lima hieß mit bürgerlichem Namen Isabel Flores de Oliva. Ihre Eltern waren Gaspar Flores und María de Oliva, die beide spanischer Abstammung waren. Schon als Kind hatte sie den Wunsch, ein gottgeweihtes Leben zu führen und darin der hl. Katharina von Siena nachzufolgen. Daher trat sie mit zwanzig Jahren in den Dritten Orden der Dominikaner ein und nahm den Ordensnamen Rosa a Santa Maria an. Als geweihte Jungfrau und Reklusin lebte sie fortan in einer Hütte in der Nähe des Hauses ihrer Eltern, wo sie ein Leben der Buße führte. Mit Weben und mit Gärtnerarbeiten verdiente sie ihren Unterhalt.
Rosa wirkte an der Gründung des ersten kontemplativen Klosters in Südamerika mit, das aber erst 1623, nach ihrem Tod, errichtet werden konnte.

## Verehrung
Bald nach ihrem Tod setzte zunächst in Lima, später auch in Peru und schließlich in ganz Lateinamerika ihre Verehrung als Heilige ein. Leonhard Hansen verfasste 1664 die erste Biographie über Rosa Peruana, die 1667 ins Deutsche übersetzt wurde. Am 15. April 1668 wurde sie von Papst Clemens IX. seliggesprochen, am 12. April 1671 sprach Papst Clemens X. sie heilig. Rosa wurde so zur ersten und bedeutendsten Heiligen der Neuen Welt (Principal Patrona del Nuevo Mundo). Bei ihrem Geburtshaus wurde die Basilika St. Rosa von Lima errichtet. Ihre Verehrung beschränkt sich im Wesentlichen auf das ehemalige spanische Kolonialreich, doch auch die Kirche von Igualeja, Andalusien, wurde ihr zu Ehren im 19. Jahrhundert umgeweiht.
Rosa ist Patronin von Lima, Peru, Südamerika, Westindien und der Philippinen, der Gärtner und Blumenhändler sowie der Nationalen Polizei von Peru und Paraguay. Sie wird angerufen bei Verletzungen, Entbindungen und Familienstreitigkeiten sowie gegen Ausschlag.
Zahlreiche Orte namens Santa Rosa in Nord-, Mittel- und Südamerika sind nach Rosa von Lima benannt.

## Darstellung
Die Attribute der hl. Rosa sind ein Rosenstrauß oder ein Kranz von Rosen.